# Serranoskinka
Serranoskinka (spanska: jamón serrano) är en lufttorkad skinka, typisk för det spanska köket. 
Den kommer huvudsakligen från vita grisar i Spaniens bergsområden (ordet serrano kommer från spanskans sierra, berg). Serranoskinkan lufttorkas i minst 12 månader.

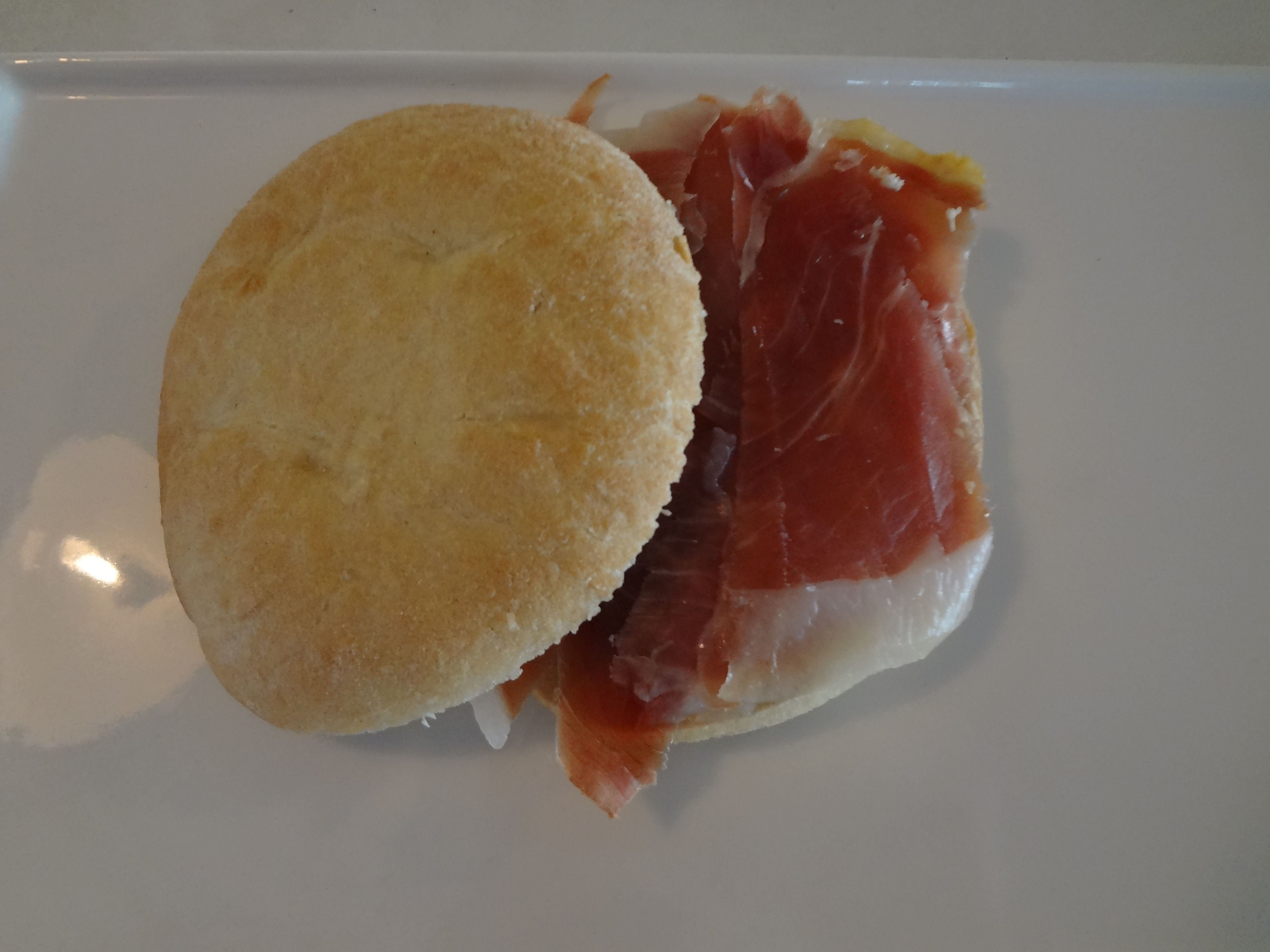
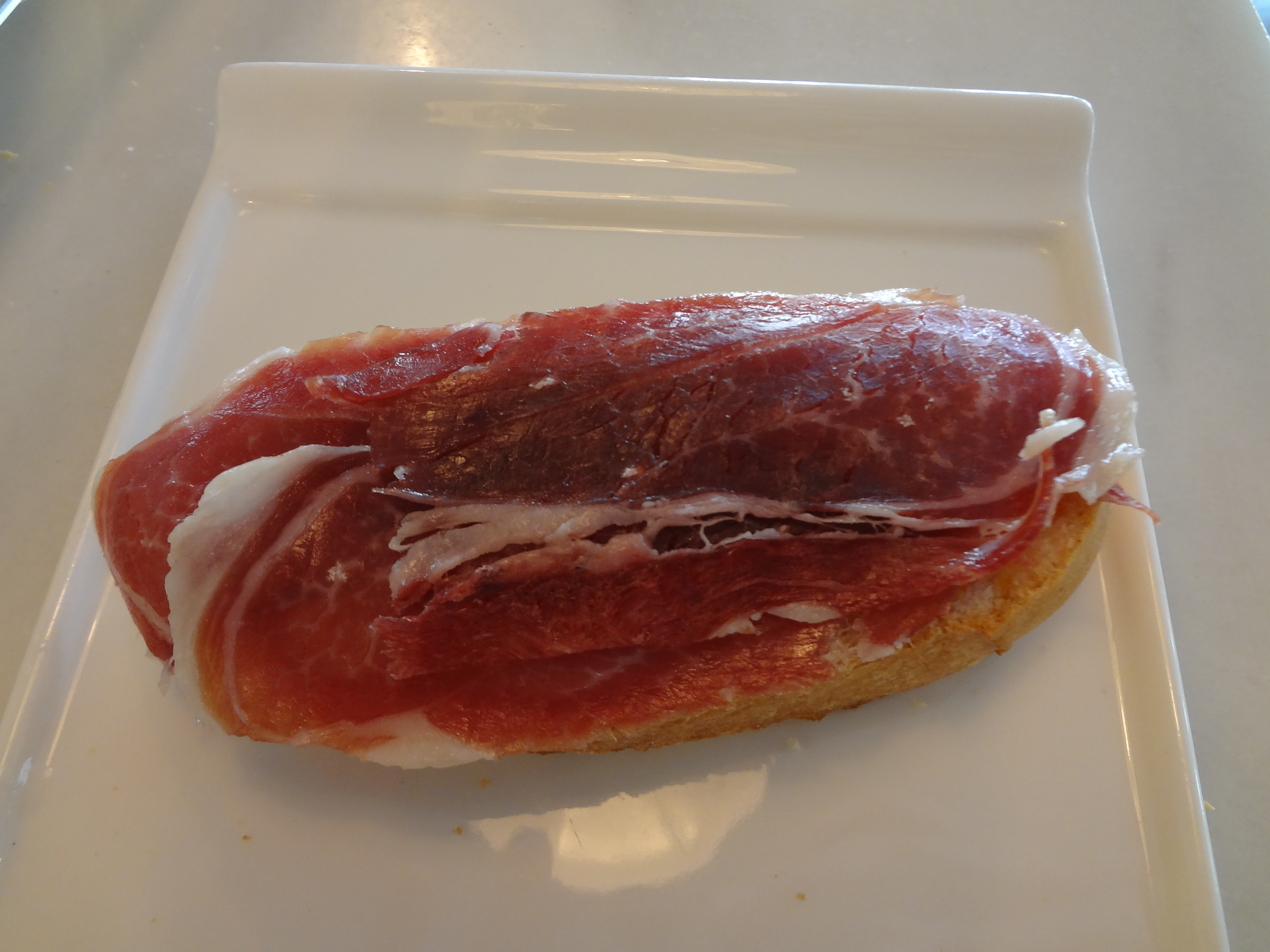
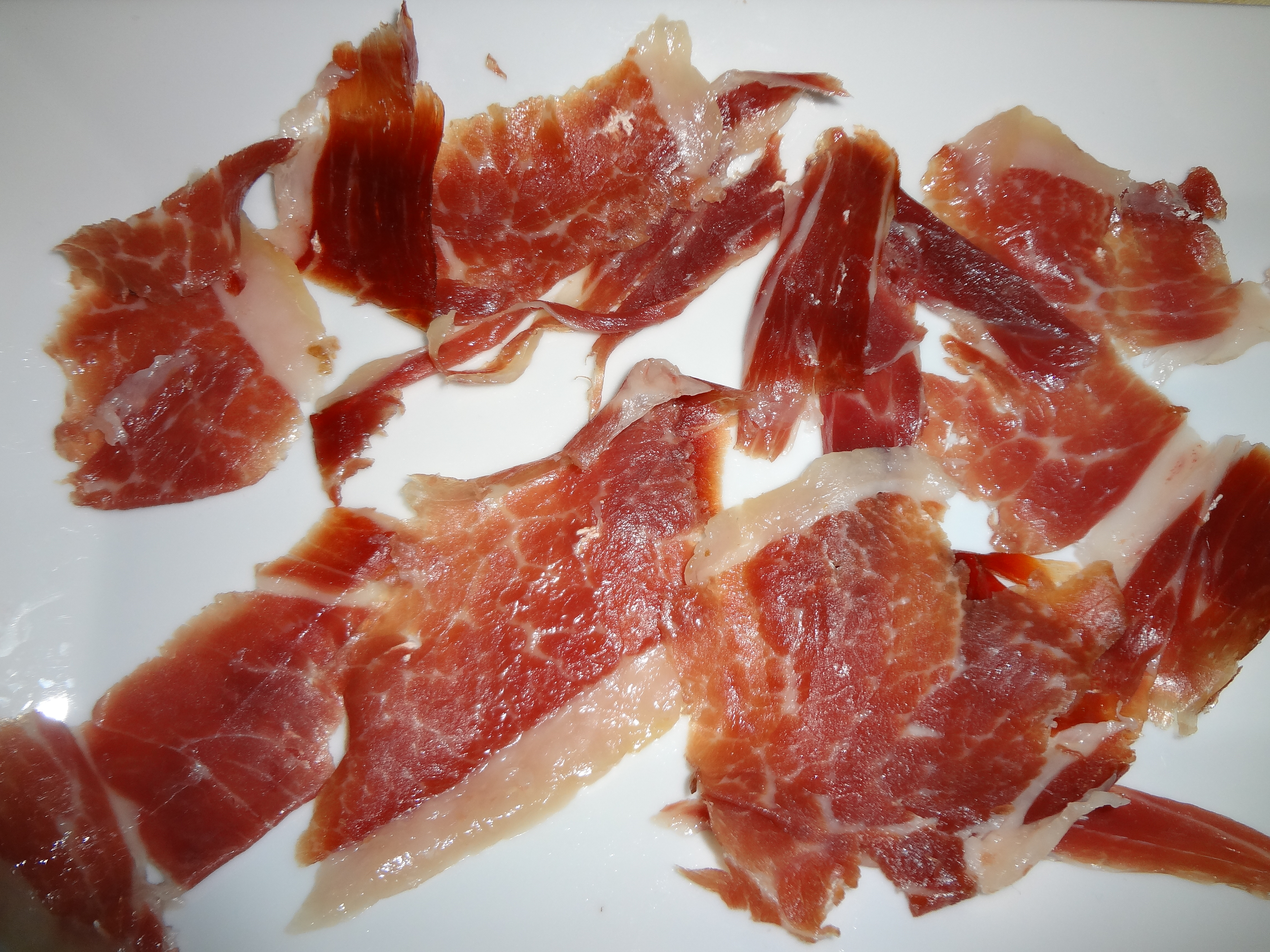